# Nickelodeon Studios
Nickelodeon Studios var mellan 1990 och 2005 en filmstudio och nöjespark på Universal Studios Florida. Studion underhölls av barnkanalen Nickelodeon. 

## Historia
Universal hade fått veta via en marknadsundersökning att filmstudior kunde locka till sig gäster och skrev därför kontrakt med Nickelodeon i november 1988 att öppna en för kanalens olika produktioner, vilket övertalade kanalen att inte starta en hos rivalen Disney-MGM Studios. Kontraktet konstaterade även att Nickelodeon skulle sända parkens reklamfilmer och marknadsföra den 1000 gånger per år.
Ett år innan öppningen av studion filmades två  lekprogram i studion; Super Sloppy Double Dare och Think Fast.
Produktioner som spelats in på Nickelodeon Studios är bland annat All That, Clarissa, Double Dare, Gullah Gullah Island, och Kenan & Kel.
År 1997 öppnade Nickelodeon en ny studio på Sunset i Los Angeles, Kalifornien, vilket skulle helt ersätta studion i Florida den 30 april 2005 när Nickelodeon Studios stängdes för gott.